# 紹盧迪基 (蘇梅州)
50°15′22″N 34°34′25″E / 50.25611°N 34.57361°E
紹盧迪基（羅馬化：Sholudky）是位於烏克蘭東北部的村莊，由蘇梅州奧赫特爾卡區的赫倫市鎮負責管轄。該村分別距離布里亞奇哈、阿夫拉姆基夫希納和赫倫1.5公里，海拔高度183米，2001年人口75。